# 学校法人堀越学園 (東京都)
学校法人堀越学園（がっこうほうじんほりこしがくえん）は、日本の学校法人。
1923年4月に和洋裁縫女学院（和洋女子大学、和洋九段女子中学校・高等学校の前身）創設者の堀越千代が堀越高等学校の前身となる堀越高等女学校を創立したことから始まる。
群馬県の創造学園大学（廃校）を運営していた同名の学校法人（2013年3月解散）は、創立者が偶然同姓であっただけで、全く無関係の別団体である。

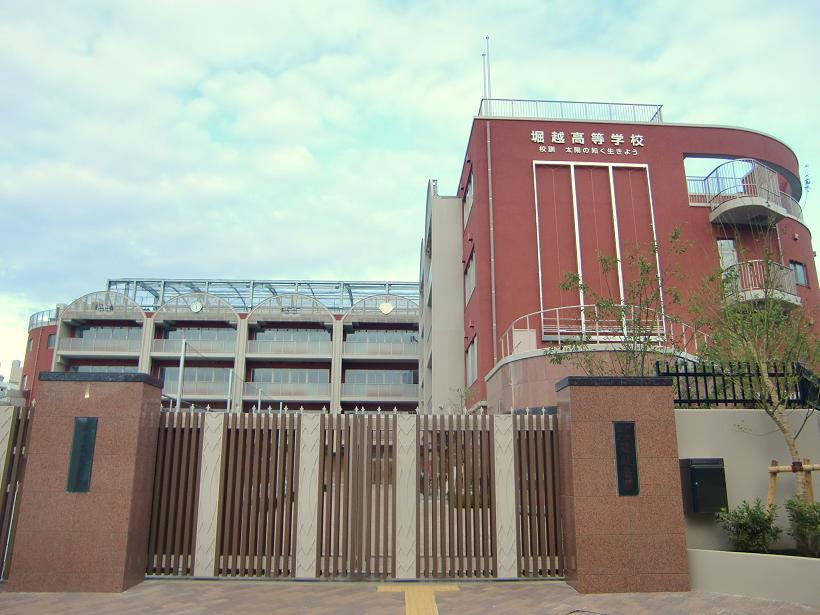
堀越高等学校
中野区に所在地を置く普通科高校

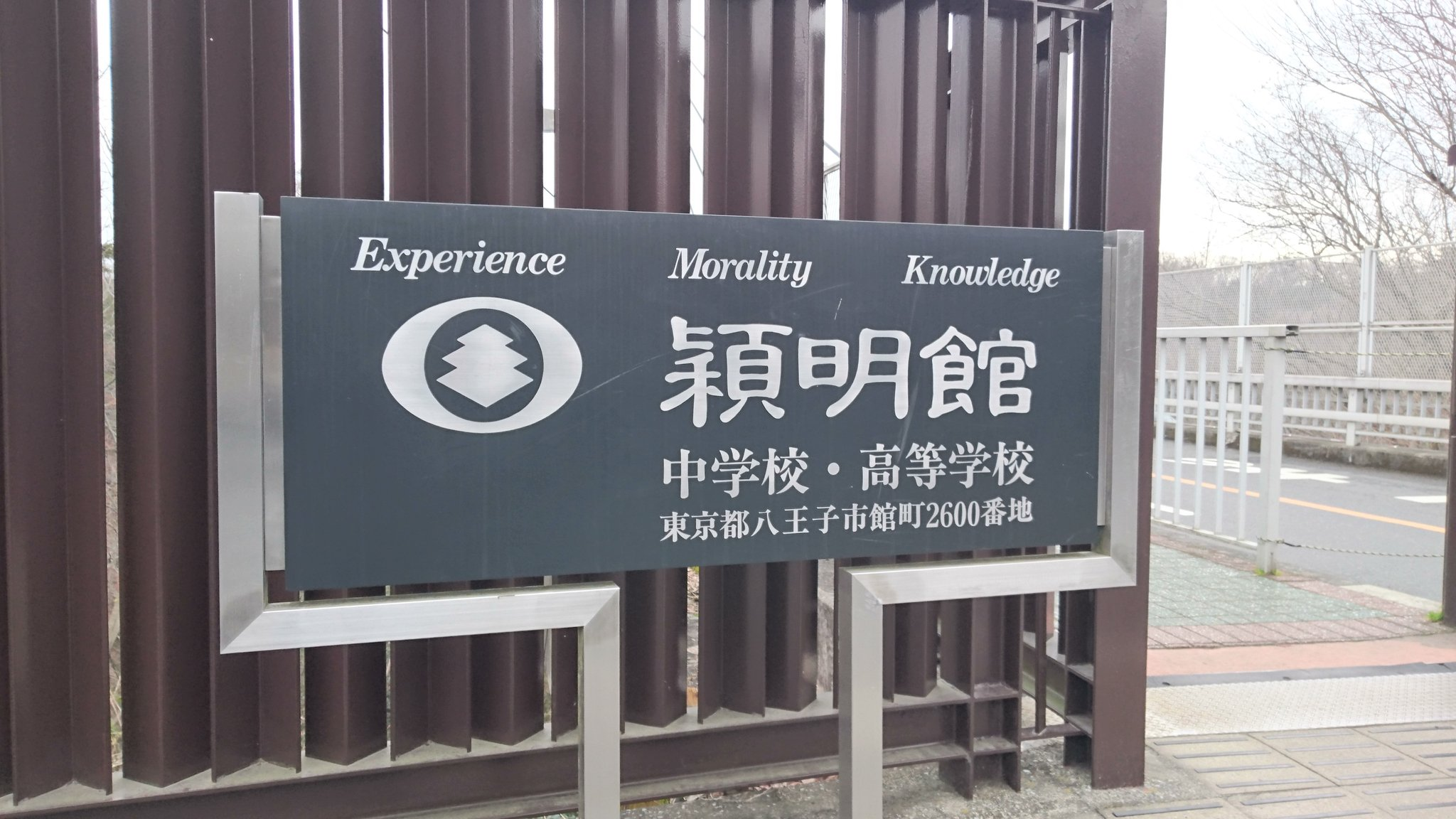
穎明館中学・高等学校
八王子市に所在地を置く中高一貫校

## 所在地
東京都中野区中央2-56-2
- 東京メトロ丸ノ内線、都営地下鉄大江戸線 中野坂上駅より徒歩12分。
- JR中央線（快速）、中央・総武線（各駅停車）、東京メトロ東西線 中野駅より徒歩15分。

## 歴代理事長
- 堀越克明

日本私立中学高等学校連合会や中央教育審議会委員・総務庁国際青年事業推進会議企画委員長等を務めていた他、保守的な思想を持ち日本会議の有識者代表委員等も歴任していた。
- 堀越正道

現理事長。2012年より理事長を務めている。

## 設置校
- 堀越高等学校 - 東京都中野区
- 穎明館中学・高等学校 - 東京都八王子市
- ほりこし幼稚園（閉園） - 東京都中野区

## 沿革
- 1947年 - 新学制により堀越中学校・堀越高等学校に改組
- 1954年 - 堀越幼稚園開設
- 1973年 - 創立50年。芸能科、スポーツ科を堀越高校に設置
- 1982年 - 穎明館中学・高等学開校
- 1987年3月 - 堀越中学校を廃止
- 2007年 - 穎明館高等学校の高等部からの生徒募集を停止し、完全中高一貫校へと移行
- 2011年 - 理事長・堀越克明が死去。新理事長に堀越正道が就任